# Sojuz TMA-16
Sojuz TMA-16 (ryska: Союз ТMA-16) var en flygning i det ryska rymdprogrammet. Flygningen gick till Internationella rymdstationen. Farkosten sköts upp med en Sojuz-FG-raket från Kosmodromen i Bajkonur den 30 september 2009. Man dockade med rymdstationen den 2 oktober 2009.
Den 21 januari 2010 flyttades farkosten från akterporten på Zvezdamodulen till zenitporten på Pojskmodulen.
Farkosten lämnade rymdstationen den 18 mars 2010. Några timmar senare återinträdde den i jordens atmosfär och landade i Kazakstan.
Tre personer fanns ombord vid uppskjutningen, astronauterna Jeffrey Williams och Maksim Surayev som även landade farkosten den 18 mars 2010. Vid uppskjutningen fanns även den kanadensiske entreprenören och rymdturisten Guy Laliberté ombord. Han återvände till jorden med Sojuz TMA-14.
I och med att farkosten lämnade rymdstationen var Expedition 22 avslutad.